# Melinda Ledbetter
Melinda Kae Ledbetter (Estados Unidos, 3 de octubre de 1946 - Los Ángeles, 30 de enero de 2024), también conocida como Melinda Wilson, fue una agente de talentos estadounidense, esposa del cantante y compositor Brian Wilson de The Beach Boys. Anteriormente fue modelo y vendedora de autos. Poco después de conocer a Wilson en 1986, ayudó a instigar la separación ordenada por el tribunal entre él y su terapeuta Eugene Landy. Estos acontecimientos fueron dramatizados más tarde en la película Love & Mercy del director Bill Pohlad de 2014, en donde Ledbetter es retratada por Elizabeth Banks.

## Biografía
Mientras trabajaba en una concesionaria de automóviles en 1986, Ledbetter conoció a Brian Wilson mientras era paciente bajo la terapia de 24 horas de Eugene Landy. Seis meses después de conocer a Wilson, había informado al fiscal general del estado por violaciones éticas que Landy estaba comentiendo, pero le informaron que nada podía hacerse sin la cooperación de la familia Wilson. Tres años después de su relación, Landy ordenó a Wilson que rompiera los vínculos con Ledbetter. Landy recibió una orden que le prohibió de entrar en contacto con Wilson en 1991, y Wilson y Ledbetter se volvieron a encontrar y se casaron el 6 de febrero de 1995. Ledbetter se convirtió en gerente de Wilson en 1999, un trabajo que ella dice es "básicamente negociación, y eso es lo que hice diariamente cuando vendí coches".
En la película Love & Mercy de 2014, Elizabeth Banks interpreta a Ledbetter, representando su implicación inicial con Wilson y Landy. Ledbetter dijo después de ver la película: "Recordé que lo que Landy le hizo a Brian fue aún peor ... No tienes una idea de ello en la película, pero sucedió a diario, durante años".
En 2015, Wilson acreditó a Ledbetter por ayudar con algo de la producción de su álbum No Pier Pressure.
Falleció el 30 de enero de 2024 a los 77 años, pacíficamente en su casa de Los Ángeles, según informó su esposo Brian Wilson en sus redes sociales.